# Hypoderma sticheri
Hypoderma sticheri är en svampart som beskrevs av P.R. Johnst. 1990. Hypoderma sticheri ingår i släktet Hypoderma och familjen Rhytismataceae.   Inga underarter finns listade i Catalogue of Life.